# Abròscop emmascarat
L'abròscop emmascarat (Abroscopus schisticeps) és una espècie d'ocell de la família dels cètids (Cettiidae). Habita boscos i espesures de bambú de les muntanyes del nord-est de l'Índia, el Nepal, sud-est del Tibet, sud de la Xina, Myanmar i nord del Vietnam. El seu estat de conservació es considera de risc mínim.